# 18. říjen
18. říjen je 291. den roku podle gregoriánského kalendáře (292. v přestupném roce). Do konce roku zbývá 74 dní.

## Události

### Česko
- 1377 – Císař a český král Karel IV. ve své závěti stanovil dědictví pro své syny.[1]
- 1896 – V hotelu U černého koně na Příkopech (čp. 860/II) uvedla Edisonova společnost první filmové představení v Praze.
- 1933 – V Praze zprovozněn Jiráskův most.
- 1939 – Z Ostravy byl vypraven první transport židovských obyvatel v rámci Akce Nisko.
- 1968 – Národní shromáždění schválilo smlouvu o pobytu sovětských vojsk v Československu, čímž právně legalizovalo invazi vojsk Varšavské smlouvy.
- 1990 – Při výbuchu metanu na dole Barbora v Karviné zemřelo 30 horníků a 9 jich bylo zraněno.

### Svět

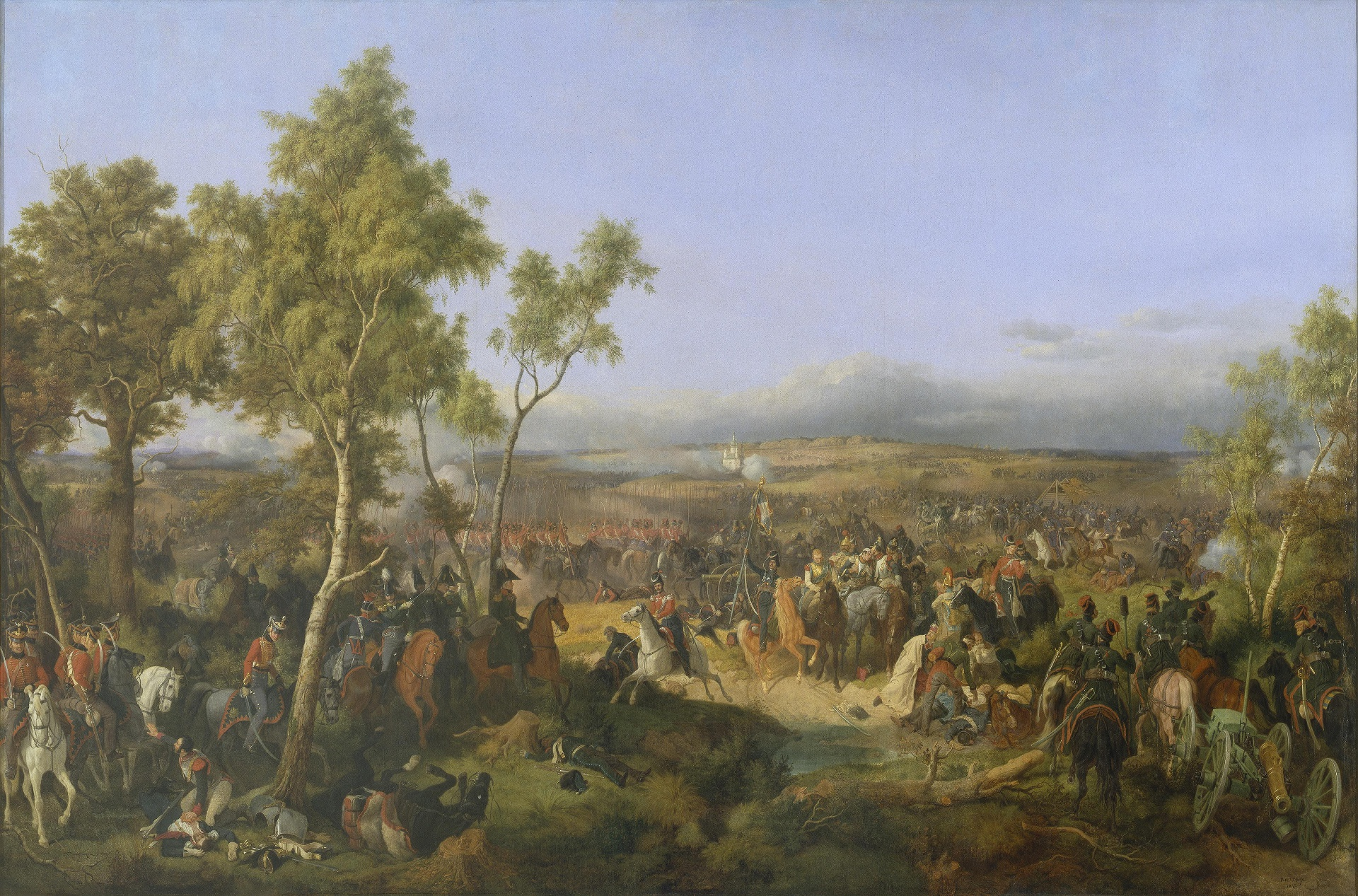
Bitva u Tarutina (1812)

- 1009 – Kalif Al-Hakim dal zničit baziliku Svatého hrobu.
- 1210 – Papež Inocenc III. exkomunikoval císaře Otu IV. Brunšvického.
- 1244 – Křížové výpravy: Ajjúbovci porazili křižácké vojsko v bitvě u La Forbie.
- 1356 – Vypuklo zemětřesení v Basileji, nejsilnější historicky zaznamenané zemětřesení severně od Alp.
- 1386 – Univerzita v Heidelbergu zahájila svou činnost.
- 1685 – Francouzský král Ludvík XIV. zrušil Edikt nantský, který chránil protestanty.
- 1748 – Podepsáním cášského míru byly ukončeny války o dědictví rakouské.
- 1812 – Bitva u Tarutina skončila vítězstvím ruské armády nad napoleonskými vojsky.
- 1860 – Pekingská smlouva ukončila druhou opiovou válku.
- 1867 – USA převzali Aljašku, kterou koupily od Ruska.
- 1914 – Josef Kentenich zakládá katolické mezinárodní Schönstattské hnutí.
- 1918 – V Paříži byla vydána Washingtonská deklarace, ve které členové exilové vlády Tomáš Garrigue Masaryk, Milan Rastislav Štefánik a Edvard Beneš prohlásili nezávislost československého národa.
- 1922 – Ve Velké Británii byla založena British Broadcasting Company, později British Broadcasting Corporation.
- 1938 – V nacistickém Německu zřízena Sudetská pamětní medaile.
- 1954 – Texas Instruments oznámil vyrobení prvního tranzistorového rádia.
- 1967 – Sovětská sonda Veněra 4 pronikla do atmosféry Venuše a jako první odeslala naměřené hodnoty z atmosféry jiné planety.
- 1968 – Americký olympijský výbor suspendoval dva černošské sportovce, Tommieho Smithe a Johna Carlose, za gesto „černé síly“ při medailovém ceremoniálu na olympijských hrách v Mexiku.
- 1989
  - Start vesmírné sondy Galileo.
  - Erich Honecker byl přinucen rezignovat a Egon Krenz byl zvolen posledním generálním tajemníkem východoněmeckých komunistů.
- 1991 – Nejvyšší sovět Ázerbájdžánu přijal deklaraci nezávislosti.
- 2007 – Pumový útok na bývalou pákistánskou premiérku Benázír Bhutto v Karáčí, zemřelo 180 lidí.

## Narození

### Česko

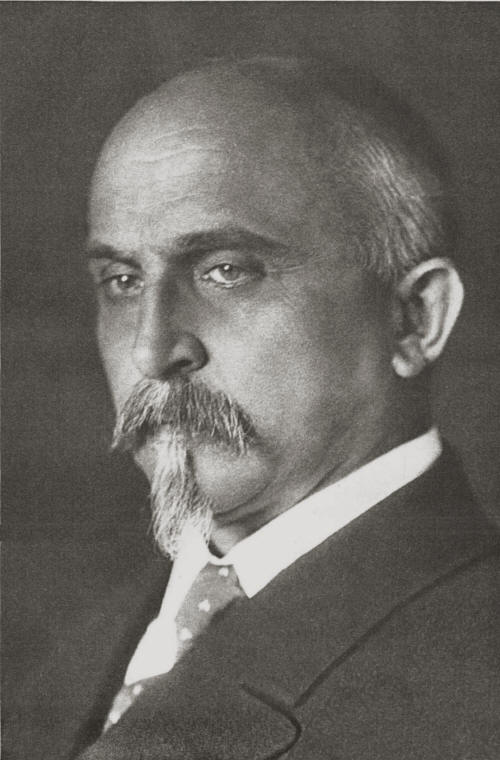
Alois Rašín (* 1867)

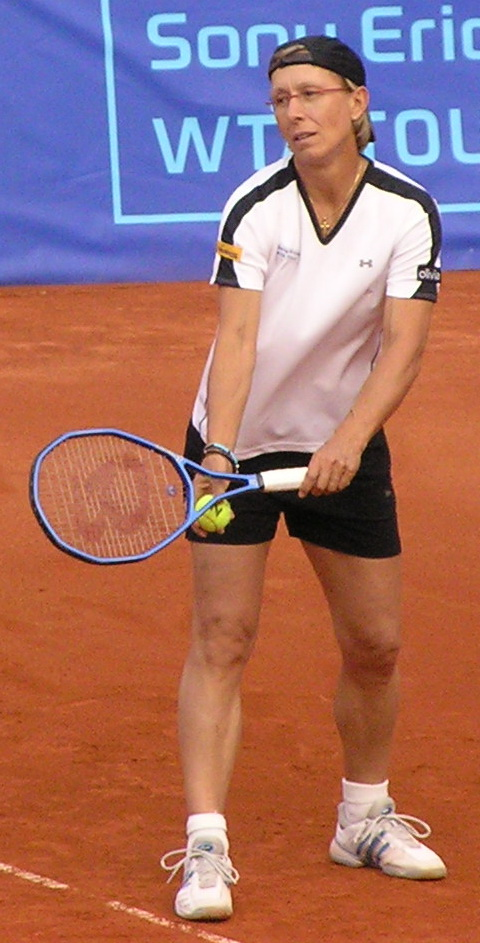
Martina Navrátilová (* 1956)

- 1613 – Felix Kadlinský, spisovatel († 13. listopadu 1675)
- 1823 – Josef Theumer, poslanec Českého zemského sněmu a Říšské rady († 23. dubna 1898)
- 1839 – Karel Němec, zahradník a ovocnář († 3. května 1901)
- 1854 – Karl Kautsky, německý sociálně-demokratický politik, nar. v Praze († 17. října 1938)
- 1858 – Edmund Palkovský, podnikatel a organizátor kultury na Ostravsku († 7. dubna 1930)
- 1865 – Vinzenz Kraus, československý politik německé národnosti († 25. března 1926)
- 1867 – Alois Rašín, politik a ekonom († 18. února 1923)
- 1876 – Ján Rumann, československý politik slovenské národnosti († 2. srpna 1925)
- 1881
  - Gejza Rehák, československý politik slovenské národnosti († 8. března 1940)
  - Quido Maria Vyskočil, český spisovatel († 14. srpna 1969)
- 1885 – Josef Resl, plzeňský arcibiskupský vikář († 3. března 1967)
- 1891 – Milada Smolíková, česká divadelní a filmová herečka († 1. listopadu 1972)
- 1898 – Bedřich Spáčil, profesor finančního práva a politik († 24. července 1974)
- 1901 – Josef Effenberger, gymnasta († 11. listopadu 1983)
- 1904 – Erik Adolf Saudek, překladatel († 16. července 1963)
- 1908 – Marie Štrampachová, česká herečka († 199?)
- 1911
  - Egon Karter, česko-švýcarský herec a divadelní podnikatel († 17. listopadu 2006)
  - František Závorka, československý voják-parašutista († 16. ledna 1943)
- 1912
  - Karel Svoboda, voják a příslušník výsadku Wolfram († 3. dubna 1982)
  - Jan Surý, katolický kněz, člen řádu salesiánů, autor a režisér divadelních her s náboženskou tematikou († 14. prosince 1969)
- 1915 – František Daniel Merth, kněz, básník a prozaik († 11. dubna 1995)
- 1923
  - Milan Šlechta, varhaník a pedagog († 24. dubna 1998)
  - Josef Grösser, politik († 3. července 2016)
- 1924 – Karel Malich, český sochař a malíř († 24. října 2019)
- 1925 – Zdeněk Salzmann, lingvista, antropolog a folklorista
- 1928 – Zbyněk Zeman, britský historik českého původu a vysokoškolský pedagog († 22. června 2011)
- 1929 – Svatopluk Matyáš, herec († 10. července 2020)
- 1932 – Jiří Němec, psycholog, filozof, překladatel a jeden z iniciátorů Charty 77 († 4. října 2001)
- 1935
  - Viola Fischerová, básnířka a překladatelka († 4. listopadu 2010)
  - Jana Werichová, herečka, scenáristka a překladatelka († 9. května 1981)
- 1936 – Slavomil Vencl, archeolog († 23. června 2019)
- 1937
  - František X. Halas, diplomat a církevní historik († 24. listopadu 2023)
  - Bohumila Zelenková, scenáristka a televizní dramaturgyně
- 1939 – Josef Černý, hokejista († 24. července 2025)
- 1942
  - Svatopluk Karásek, písničkář, evangelický duchovní a poslanec († 20. prosince 2020)
  - Jaromír Žák, český a československý ekonom a politik
  - Bohuslav Blažek, sociální ekolog († 20. listopadu 2004)
- 1947 – Carola Biedermannová, právnička, spisovatelka a feministka († 2. února 2008)
- 1952 – Jiří Bílý, právník a politik
- 1956 – Martina Navrátilová, americká tenistka českého původu
- 1958 – Josef Hrabal, atlet, skok do výšky
- 1959 – Markéta Hlasivcová, knihovnice, básnířka a esejistka
- 1960 – Petr Konvalinka, rektor ČVUT v Praze
- 1961
  - Martin Bedrava, jihomoravský politik
  - Eduard Klezla, operní pěvec, hudební pedagog a hlasový poradce
- 1965 – Marie Blažková, politička, primátorka Děčína
- 1971
  - Andrea Češková, advokátka a politička
  - Pavel Drobil, advokát a politik, bývalý ministr životního prostředí
- 1977 – Vlastimil Horváth, zpěvák, vítěz druhého ročníku soutěže Česko hledá SuperStar
- 1973 – Petr Vlček, fotbalista
- 1979
  - Jaroslav Drobný, fotbalista
  - David Kopřiva, veslař
  - Robert Pelikán, advokát a politik
- 1980 – Hana Dohnálková, muzikoložka, houslistka a hudební pedagožka
- 1980 – Radomír Fiksa, tatér, autor knihy o tetování, překladatel, nakladatel
- 1981 – Michal Votroubek, motokrosový jezdec
- 1984 – Ctirad Ovčačík, hokejista
- 1991 – Denisa Biskupová, modelka
- 1994 – Martin Prágr, tanečník a choreograf
- 1996 – Agraelus, streamer, bavič

### Svět

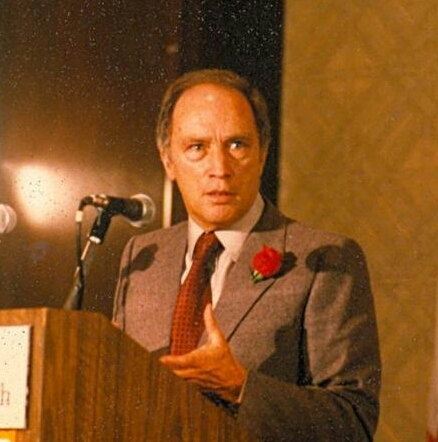
Pierre Trudeau (* 1919)

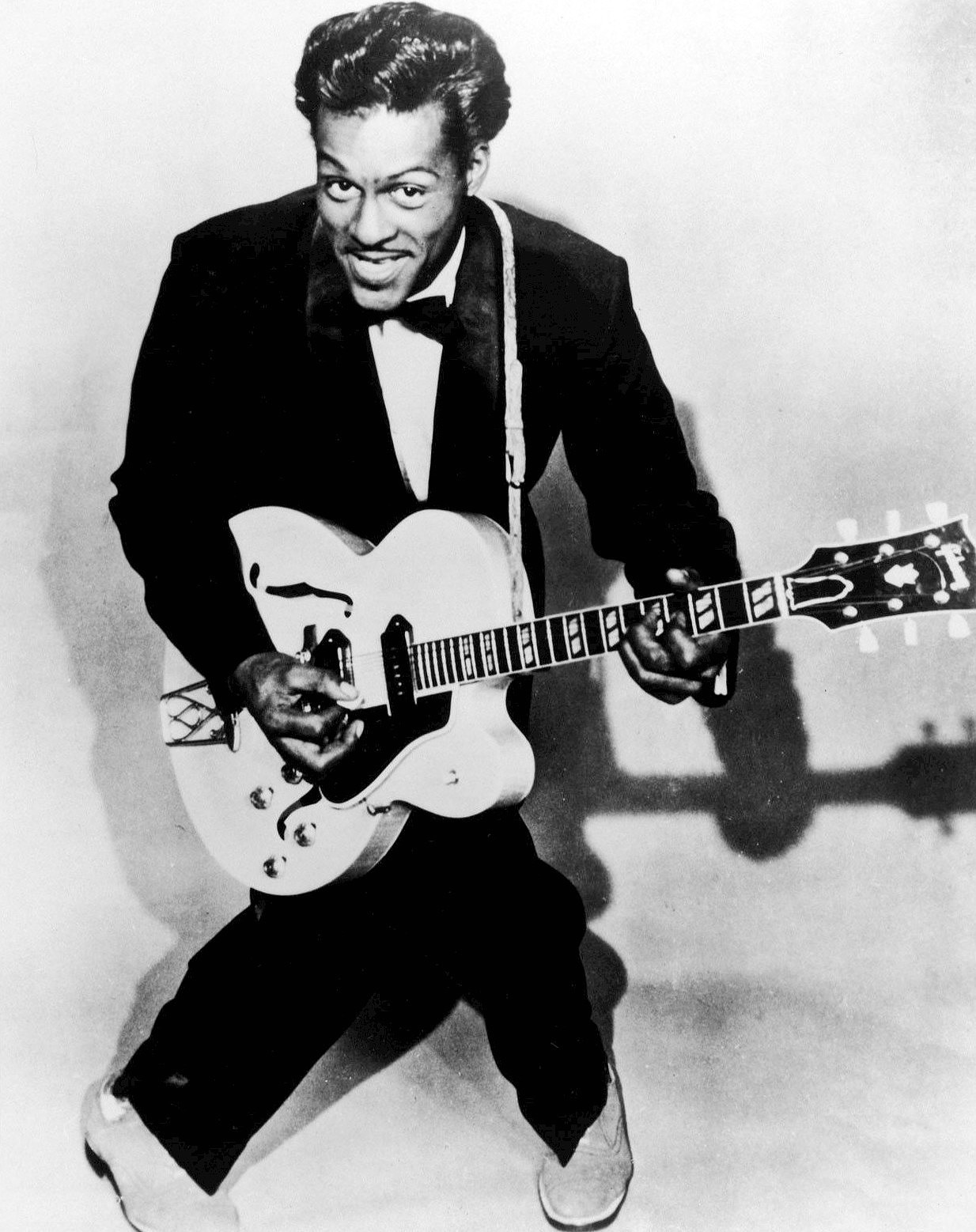
Chuck Berry (* 1926)

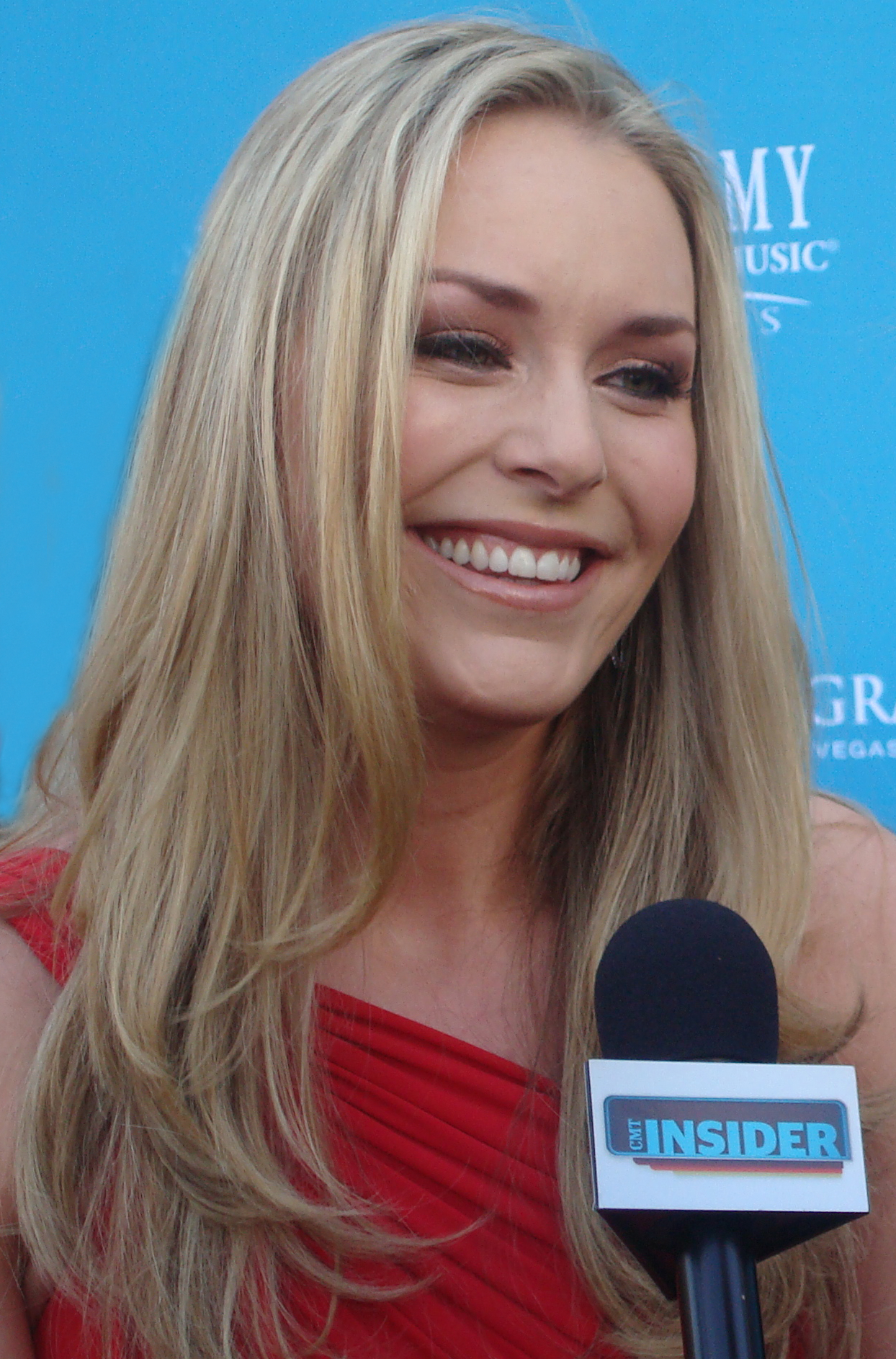
Lindsey Vonnová (* 1984)

- 1130 – Ču Si, čínský filozof († 23. dubna 1200)
- 1405 – Pius II., papež († 14. srpna 1464)
- 1523 – Anna Jagellonská, polská královna a litevská velkokněžna († 9. září 1596)
- 1547 – Justus Lipsius, vlámský filozof († 23. března 1606)
- 1569 – Giambattista Marino, italský básník († 25. března 1625)
- 1595 – Edward Winslow, anglický puritán, jeden z Otců poutníků, guvernér kolonie Plymouth († 8. května 1655)
- 1625 – Gasparo Sartorio, italský barokní hudební skladatel († 17. října 1680)
- 1632 – Luca Giordano, italský malíř († 3. ledna 1705)
- 1662 – Matthew Henry, anglický teolog († 22. června 1714)
- 1663 – Evžen Savojský, rakouský vojevůdce a politik († 24. dubna 1736)
- 1668 – Jan Jiří IV. Saský, saský kurfiřt († 27. dubna 1694)
- 1706 – Baldassare Galuppi, italský skladatel († 3. ledna 1785)
- 1736 – Alexandre-Angélique de Talleyrand-Périgord, francouzský arcibiskup a kardinál († 20. října 1821)
- 1741 – Choderlos de Laclos, francouzský spisovatel († 5. září 1803)
- 1777 – Heinrich von Kleist, německý dramatik, básník a publicista († 21. listopadu 1811)
- 1795 – Mario Aspa, italský hudební skladatel († 14. prosince 1868)
- 1816 – Friedrich Wilhelm Adami, německý spisovatel († 5. srpna 1893)
- 1824 – Juan Valera, španělský spisovatel a politik († 18. dubna 1905)
- 1825 – Verdicenan Kadınefendi, manželka osmanského sultána Abdulmecida I. († 9. prosince 1889)
- 1831 – Fridrich III. Pruský, německý císař a pruský král († 15. června 1888)
- 1839 – Cyrus Teed, americký náboženský myslitel, tvůrce teorie Dutozemě († 22. prosince 1908)
- 1841 – Ernst von Plener, předlitavský politik († 29. dubna 1923)
- 1847 – Anton Marty, švýcarský filozof jazyka († 1. října 1914)
- 1850 – Basil Hall Chamberlain, britský japanolog († 15. února 1935)
- 1854
  - Salomon August Andrée, švédský vzduchoplavec († říjen 1897)
  - Karl Kautsky, německý socialistický politik († 17. října 1938)
- 1857
  - Leopold Steiner, zemský hejtman Dolních Rakous († 16. ledna 1927)
  - Liu O, čínský spisovatel († 23. srpna 1909)
- 1859
  - Henri Bergson, francouzský filozof († 4. ledna 1941)
  - Paolo Orsi, italský archeolog († 8. listopadu 1935)
- 1868 – Ernst Schaible, předlitavský generál a politik († 6. února 1956)
- 1870
  - Josiah Ritchie, britský tenista, olympijský vítěz 1908 († 28. února 1955)
  - Daisetsu Teitaro Suzuki, japonský filozof a esejista († 12. července 1966)
- 1873 – Ivanoe Bonomi, italský politik († 20. dubna 1951)
- 1874 – Jozef Gregor-Tajovský, slovenský spisovatel († 20. května 1940)
- 1875 – Vjačeslav Platonovič Trojanov, ruský generál († jaro 1918)
- 1880 – Vladimír Žabotinský, zakladatel revizionistického sionismu († 4. srpna 1940)
- 1882 – Lucien Petit-Breton, francouzský cyklista, vlastním jménem Lucien Georges Mazan († 20. prosince 1917)
- 1888 – Martin Rázus, slovenský básník, prozaik, politik († 8. srpna 1937)
- 1894 – Ferdo Kozak, slovinský spisovatel, dramatik, politik († 8. prosince 1957)
- 1897
  - Štefan Tiso, politik Slovenského státu († 28. března 1959)
  - Isabel Briggsová Myersová, spolutvůrkyně soupisu osobnostních typů (MBTI) († 5. května 1980)
- 1902 – Pascual Jordan, německý fyzik († 31. července 1980)
- 1903
  - Ernst David Bergmann, izraelský jaderný fyzik († 6. dubna 1975)
  - Lina Radkeová, německá olympijská vítězka v běhu na 800 metrů z roku 1928 († 14. února 1983)
- 1905 – Félix Houphouët-Boigny, první prezident Pobřeží slonoviny († 7. prosince 1993)
- 1908 – Nikolaj Petrovič Kamanin, sovětský letec a vojevůdce († 12. března 1982)
- 1909 – Norberto Bobbio, italský filozof, politolog a historik († 9. ledna 2004)
- 1918
  - Konstantinos Mitsotakis, premiér Řecka  († 29. května 2017)
  - Louis Althusser, francouzský marxistický filozof († 23. října 1990)
- 1919 – Pierre Trudeau, kanadský premiér († 28. září 2000)
- 1920 – Melina Mercouri, řecká herečka, zpěvačka a politička († 6. března 1994)
- 1925 – Ramiz Alia, albánský komunistický politik († 7. října 2011)
- 1926
  - Chuck Berry, americký rokenrolový hudebník  († 18. března 2017)
  - Klaus Kinski, americký herec († 23. listopadu 1991)
- 1927
  - George C. Scott, americký herec, režisér a producent († 22. září 1999)
  - Zdzisław Marchwicki, sériový vrah
- 1929 – Violeta Chamorro, nikaragujská politička
- 1930 – Frank Carlucci, americký republikánský politik († 3. června 2018)
- 1932 – Vytautas Landsbergis, litevský politik
- 1934
  - Kir Bulyčov, ruský historik a spisovatel sci-fi († 5. září 2003)
  - Juraj Holčík, slovenský biolog, odborník na ichtyologii († 16. května 2010)
- 1936 – Jaime Lucas Ortega y Alamino, kubánský kardinál († 26. července 2019)
- 1939 – Lee Harvey Oswald, vrah prezidenta Kennedyho († 24. listopadu 1963)
- 1940 – Győző Kulcsár, maďarský šermíř a olympionik  († 19. září 2018)
- 1942 – Gianfranco Ravasi, italský kardinál
- 1943 – Andrej Bajuk, slovinský ekonom a politik, předseda vlády († 16. srpna 2011)
- 1945
  - Huell Howser, americký herec a komik († 7. leden 2013)
  - Vasilijus Matuševas, litevský volejbalista († 24. října 1989)
- 1946 – Howard Shore, kanadský hudební skladatel
- 1947
  - Joe Morton, americký herec
  - Laura Nyro, americká hudební skladatelka, textařka, zpěvačka a pianistka († 8. dubna 1997)
- 1948 – Lynette Davies, velšská herečka († 1. prosince 1993)
- 1951 – Nic Potter, britský baskytarista († 16. ledna 2013)
- 1953 – Georgi Rajkov, bulharský zápasník, volnostylař, olympijský vítěz († 12. srpna 2006)
- 1954 – Vojislav Šešelj, srbský nacionalistický politik
- 1955 – David Twohy, americký režisér a scenárista
- 1959
  - Ernesto Canto, mexický olympijský vítěz v chůzi na 20 kilometrů z roku 1984 († 20. listopadu 2020)
  - Taťána Kolpakovová, kyrgyzská olympijská vítězka ve skoku do dálky
  - Mauricio Funes, salvadorský politik († 21. ledna 2025)
- 1960
  - Jean-Claude Van Damme, belgický herec
  - Craig C. Mello, americký molekulární biolog, nositel Nobelovy ceny za fyziologii a lékařství
- 1961 – Wynton Marsalis, americký jazzový trumpetista
- 1964 – Charles Stross, anglický spisovatel
- 1968
  - Lisa Chappell, novozélandská herečka a zpěvačka
  - Michael Stich, německý tenista
- 1972
  - Wojciech Kuczok, polský básník, scenárista a filmový kritik
  - Karl Nehammer, rakouský politik
- 1977 – Ryan Nelsen, novozélandský fotbalista
- 1978 – Mike Tindall, anglický ragbista
- 1979 – Ne-Yo, americký zpěvák, herec a skladatel
- 1983
  - Felicity Jones, britská herečka
  - Dante Bonfim Costa Santos, brazilský fotbalista
- 1984
  - Robert Harting, německý diskař
  - Lindsey Vonnová, americká lyžařka
- 1987
  - Zac Efron, americký herec
  - Olesja Povhová, ukrajinská atletka, sprinterka
- 1988 – Efe Ambrose, nigerijský fotbalista
- 1989 – Matthew Centrowitz, americký atlet, běžec
- 1991 – Tyler Posey, americký herec a hudebník
- 1992 – Barry Keoghan, irský herec
- 1993 – Alicia Barnettová, britská tenistka
- 1994 – Pascal Wehrlein, německý automobilový závodník, pilot Formule 1
- 2003 – Alejandro Balde, španělský fotbalista

## Úmrtí

### Česko

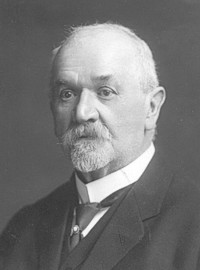
Josef Thomayer († 1927)

- 1335 – Eliška Rejčka, královna česká a polská (* 1. září 1288)
- 1599 – Daniel Adam z Veleslavína, spisovatel a vydavatel (* 31. srpna 1546)
- 1787 – Mikuláš Adaukt Voigt, piaristický buditel a numismatik (* 14. ledna 1733)
- 1918 – František Picka, dirigent, sbormistr a hudební skladatel (* 12. května 1873)
- 1920 – Josef Seliger, rakouský a československý politik (* 16. února 1870)
- 1927
  - Rafael Kozák, vojenský kaplan, podplukovník (* 23. října 1864)
  - Josef Thomayer, lékař (* 23. března 1853)
- 1932 – Teodor Wallo, československý politik (* 17. října 1861)
- 1943 – Jindřich Haužvic, odborník a soudní znalec v oblasti výroby chemických látek (* 22. listopadu 1875)
- 1946
  - Rudolf Pilát, politik, bankéř, horolezec (* 26. března 1875)
  - Ladislav Šaloun, sochař (* 1. srpen 1870)
- 1960 – Karel Černý, malíř (* 19. února 1910)
- 1973 – Otakar Sedloň, malíř (* 30. srpen 1885)
- 1977 – Jindřich Mánek, teolog, biblista, překladatel, děkan Husovy československé bohoslovecké fakulty v Praze (* 18. července 1912)
- 1982 – Pavel Blumenfeld, filmový režisér a scenárista (* 4. ledna 1914)
- 1993 – Otto Slabý, lékař, histolog, embryolog a entomolog (* 26. května 1913)
- 1994 – Marie Podešvová, česká spisovatelka (* 24. června 1901)
- 1995 – Bohumil Bezouška, herec, režisér, humorista (* 19. prosince 1921)
- 1996 – Metoděj Zemek, kněz, historik a archivář (* 15. ledna 1915)
- 1998 – František Bílkovský, malíř, grafik a ilustrátor (* 10. srpna 1909)
- 1999 – Hana Skoumalová, česká překladatelka (* 23. července 1903)
- 2002 – Bohuslav Jan Horáček, český mecenáš (* 1. prosince 1924)
- 2013 – Čestmír Vidman, básník, esperantista (* 31. října 1921)
- 2017 – Viola Zinková, česká herečka (* 15. června 1925)
- 2021 – Pavel Lukeš, český moderátor a scenárista (* 4. července 1944)

### Svět

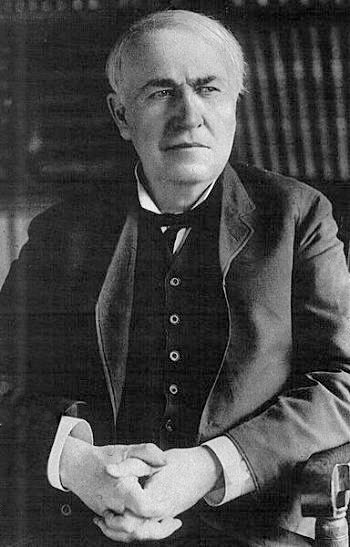
Thomas Alva Edison († 1931)

- 0031 – Lucius Aelius Seianus, velitel pretoriánské gardy v Římě (* 20 př. n. l.)
- 0707 – Jan VII., papež (* ?)
- 1035 – Sancho III. Navarrský, král navarrský, hrabě kastilský a aragonský (* 990)
- 1101 – Hugo z Vermandois, francouzský křižácký vojevůdce (* 1057)
- 1141 – Leopold IV. Babenberský, rakouský markrabě a bavorský vévoda (* 1108)
- 1382 – James Butler, 2. earl z Ormonde, Lord Justice of Ireland (* 4. října 1331)
- 1417 – Řehoř XII., papež (* cca 1326)
- 1503 – Pius III., papež (* 1439)
- 1541 – Markéta Tudorovna, anglická princezna a skotská královna jako manželka Jakuba IV. (* 29. listopadu 1489)
- 1562 – Petr z Alkantary, španělský světec (* 1499)
- 1603 – Yemişçi Hasan Paša, osmanský velkovezír (* 1535)
- 1608 – Ivan Bolotnikov, ruský vůdce povstání (* 1565)
- 1678 – Jacob Jordaens, vlámský barokní malíř (* 19. května 1593)
- 1775 – Pavel od Kříže, italský mystik a světec (* 3. ledna 1694)
- 1817 – Étienne-Nicolas Méhul, francouzský skladatel (* 22. června 1763)
- 1828 – Michael von Kienmayer, rakouský generál (* 17. ledna 1755)
- 1865 – Henry Temple, britský státník (* 20. října 1784)
- 1871 – Charles Babbage, britský matematik, filozof a informatik (* 26. prosince 1791)
- 1866 – Philipp Franz von Siebold, německý lékař a cestovatel (* 17. února 1796)
- 1884 – Vilém Brunšvický, vévoda z Braunschweigu (* 25. dubna 1806)
- 1888 – Alessandro Antonelli, italský architekt (* 14. července 1798)
- 1889 – Antonio Meucci, italský vynálezce (* 13. dubna 1808)
- 1893
  - Charles Gounod, francouzský skladatel (* 18. června 1818)
  - Lucy Stone, americká abolicionistka a sufražetka (* 13. srpna 1818)
- 1906 – Friedrich Konrad Beilstein, ruskoněmecký chemik (* 17. února 1838)
- 1911 – Alfréd Binet, francouzský psycholog, vynálezce testu inteligence (* 8. července 1857)
- 1918 – Koloman Moser, rakouský designér a malíř (* 30. března 1868)
- 1921 – Ludvík III. Bavorský, bavorský král (* 7. ledna 1845)
- 1931 – Thomas Alva Edison, americký vynálezce (* 11. února 1847)
- 1939 – Emanuel Weidenhoffer, ministr financí Rakouska (* 28. ledna 1874)
- 1941 – Ján Pocisk, československý novinář a politik (* 18. dubna 1870)
- 1944
  - Hans Krása, český hudební skladatel (* 30. listopadu 1899)
  - Josef Maria Eder, rakouský chemik a fotograf (* 16. března 1855)
- 1947 – George Henry Peters, americký astronom (* 1863)
- 1948 – Walther von Brauchitsch, vrchní velitel německé armády (* 4. října 1881)
- 1951 – Edith Michellová, anglická šachová mistryně (* 1872)
- 1952 – Karl von Czapp, ministr zeměbrany Předlitavska (* 9. ledna 1864)
- 1955 – José Ortega y Gasset, španělský filozof (* 9. května 1883)
- 1959 – Boughera El Ouafi, alžírský maratonec, olympijský vítěz z roku 1928 (* 15. října 1898)
- 1970 – Zeid bin Husajn, irácký princ z arabské dynastie Hášimovců (* 28. února 1898)
- 1972 – Edward Cook, americký olympijský vítěz ve skoku o tyči (* 27. listopadu 1889)
- 1973 – Leo Strauss, americký politický filozof (* 20. září 1899)
- 1974 – Tate Houston, americký saxofonista (* 30. listopadu 1924)
- 1977
  - Gudrun Ensslinová, německá levicová teroristka (* 15. srpna 1940)
  - Andreas Baader, německý terorista (* 6. května 1943)
- 1978 – Ramón Mercader, španělský komunista, vrah Trockého (* 7. února 1913)
- 1979 – Virgilio Piñera, kubánský spisovatel (* 4. srpna 1912)
- 1982
  - Pierre Mendès France, premiér Francie (* 11. ledna 1907)
  - Bess Trumanová, manželka amerického prezidenta Trumana (* 13. února 1885)
- 1987 – Roderich Menzel, německý tenista hrající i za ČSR (* 13. dubna 1907)
- 1989 – Georgina von Wilczek, matka lichtenštejnského knížete Hanse Adama II. (* 24. října 1921)
- 1990 – Pjotr Nikolajevič Fedosejev, ruský marxisticko-leninský filozof (* 22. srpna 1908)
- 1994 – Eberhard Feik, německý herec (* 23. listopadu 1943)
- 2001 – Micheline Ostermeyerová, francouzská olympijská vítězka ve vrhu koulí (* 23. prosince 1922)
- 2005
  - Johnny Haynes, anglický fotbalista (* 17. října 1944)
  - Alexandr Nikolajevič Jakovlev, sovětský politik a diplomat (* 2. prosince 1923)
- 2006 – Mario Francesco Pompedda, italský církevní právník (* 18. dubna 1929)
- 2008 – Dee Dee Warwick, americká zpěvačka (* 25. září 1945)
- 2010 – Marion Brown, americký saxofonista (* 8. září 1931)
- 2011 – Bob Brunning, britský baskytarista (* 29. června 1943)
- 2012 – Borah Bergman, americký klavírista (* 13. prosince 1933)
- 2013
  - René Alleau, francouzský filozof a historik (* 6. června 1917)
  - Tom Foley, americký právník a politik (* 6. března 1929)
- 2017 – Danielle Darrieuxová, francouzská herečka zpěvačka (* 1. května 1917)
- 2021
  - Edita Gruberová, slovenská operní pěvkyně (* 23. prosince 1946)
  - János Kornai, maďarský reformní ekonom, kritik plánovaného hospodářství (* 21. ledna 1928)
  - Colin Powell, americký politik a generál, v letech 2001–2005 ministr zahraničních věcí USA (* 5. dubna 1937)

## Svátky

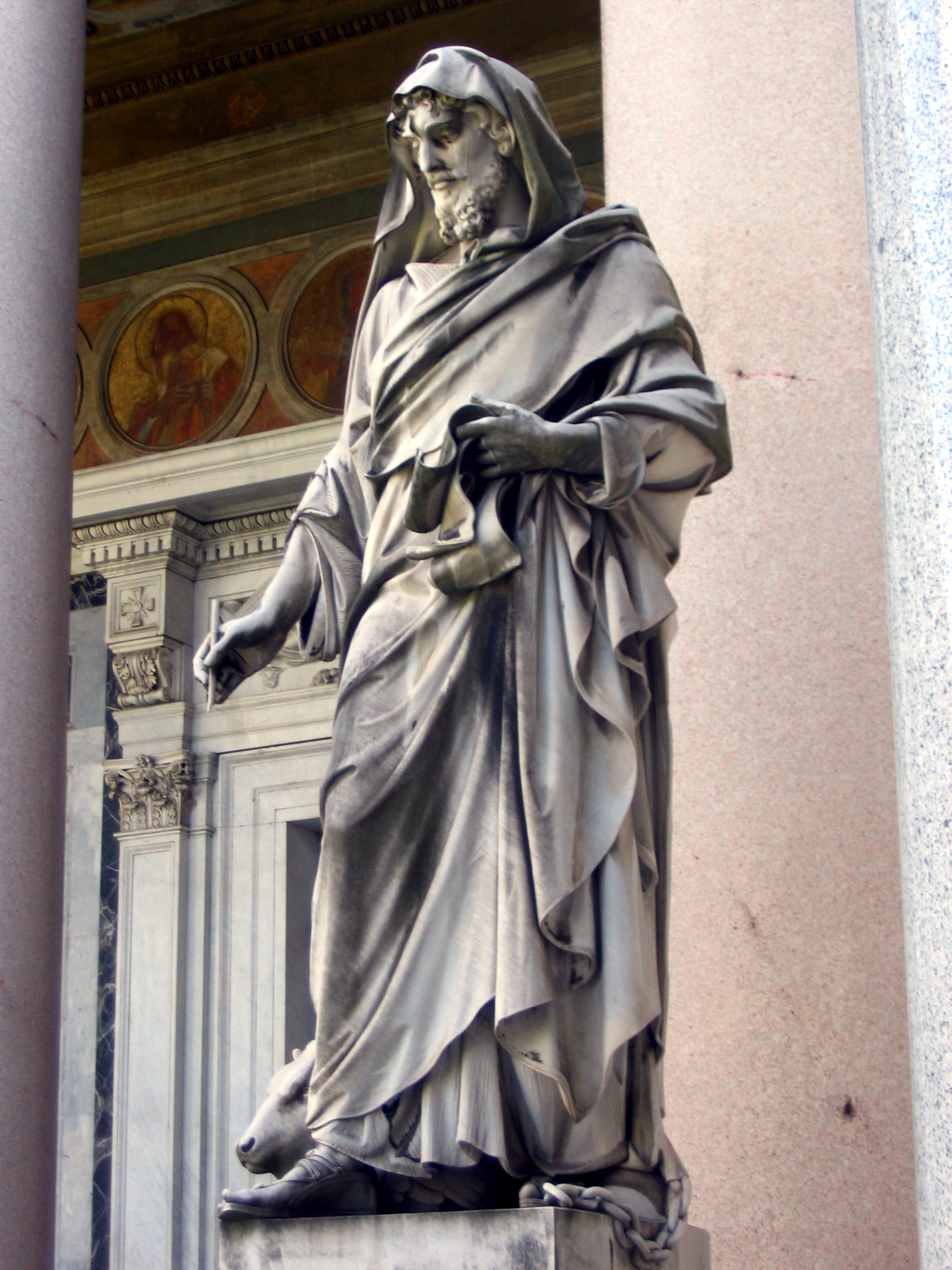
Svatý Lukáš Evangelista

### Česko
- Lukáš

Katolický kalendář
- Svatý Lukáš

### Svět
- USA – Den Aljašky
- Rhodesie: Den republiky (je-li předposlední pondělí v měsíci)

## Pranostiky
| 18. říjen v pražském KlementinuÚdaje jsou platné k 8. 7. 2025. | 18. říjen v pražském KlementinuÚdaje jsou platné k 8. 7. 2025. | 18. říjen v pražském KlementinuÚdaje jsou platné k 8. 7. 2025. |
| minimum                                                        | denní průměr                                                   | maximum                                                        |
| -------------------------------------------------------------- | -------------------------------------------------------------- | -------------------------------------------------------------- |
| −1,0 °C (1866)                                                 | 9,6 °C (od 1961)                                               | 22,0 °C (1954)                                                 |

### Česko
- Do svatého Lukáše, kdo chceš, ruce volné měj,
 po svatém Lukáši za ňadra je dej!
- Do svatého Lukáše ruce kde chceš měj, ale po něm je za ňadra schovej!
- Na svatého Lukáše hojnost chleba i kaše.